# 2MASS J04070885+1514565
2MASS J04070885+1514565 ist ein Brauner Zwerg der Spektralklasse T5 im Sternbild Stier. Er wurde 2004 von Adam J. Burgasser et al. entdeckt.